# Brian Whitaker
Brian Whitaker (parfois crédité Brian Whittaker) est un journaliste et écrivain britannique  né le 13 juin 1947.

## Études et début de carrière
Il a suivi des études d'arabe à l'Université de Westminster et de latin (BA Hons) à l'Université de Birmingham. Il est ancien rédacteur en chef des enquêtes conjointes du Sunday Times, en 1987, il a été rédacteur en chef du tabloïd News on Sunday.  Le journal publie des extraits du livre le Spycatcher de Peter Wright en août 1987 alors que Whitaker est rédacteur en chef. Le titre est finalement  condamné à une amende de 50 000 £ en mai 1989 pour outrage au tribunal par violation d'une injonction confirmée par les Law Lords peu avant sa publication,,.

## Carrière auGuardian
À partir de 1987, Brian Whitaker travaille pour le quotidien britannique The Guardian. Il en devient le rédacteur en chef Moyen-Orient de 2000 à 2007. Il dirige un site Web personnel, non lié à Guardian, Al-Bab.com, sur la politique et la culture dans le monde arabe,.

## Après sa carrière
Retraité, Brian Whitaker continue de publier sur le site Al-Bab et d'écrire ponctuellement des articles liés au Moyen-Orient. Il relève notamment que de nombreuses figures de la désinformation sur le conflit syrien, niant les attaques chimiques du régime syrien s'illustrent également sur la désinformation complotiste liée à la pandémie de Covid-19,.

## Travaux
- News Limited : Why You Can't Read All About it, 1981 (Londres : Minority Press Group) (ISBN 978-0-906890-03-5) , (ISBN 978-0-906890-04-2) ,(OCLC 8229010)
- Notes and Queries, vol. 1-5, 1990 (Londres : quatrième pouvoir ) (ISBN 978-1-872180-22-9) ,(OCLC 22182928), une collection de questions-réponses des lecteurs du Guardian
- Unspeakable Love : Gay and Lesbian Life in the Middle East, 2006 (Londres : Saqi Books) (ISBN 978-0-86356-819-0), (Berkeley : University of California Press ) (ISBN 0-520-25017-6) ,(OCLC 238877880)[11],[12]
- What's "Really" Wrong with the Middle East?, 2009 (Londres : Saqi Books) (ISBN 978-0-86356-624-0) ,(OCLC 416261943)[12]
- Arabs Without God: Atheism and Freedom of Belief in the Arab World, 2014 (CreateSpace) (ISBN 9781501064838)